# Yuzuru Tominaga
Yuzuru Tominaga (富永 譲, Tominaga Yuzuru) est un architecte japonais.
Né à Taïpei (Taïwan) en 1943, Tominaga étudie l’architecture à l’Université de Tokyo dont il est diplômé en 1967.  Après avoir travaillé (comme Toyo Ito) pour le « métaboliste » Kiyonori Kikutake, il crée en 1972 son atelier d’architecture (Yuzuru Tominaga + form system institute), qu’il dirige tout en enseignant dans plusieurs universités.
À travers ses projets, des maisons individuelles aux grands édifices récents, il cherche sans cesse à faire évoluer le « prisme pur » corbuséen, souvent blanc et indépendant de la structure, conformément à sa propre poésie architecturale libérée de l’esthétique de l’ère de la machine.  Ce faisant, Tominaga réussit à répondre aux exigences concrètes de nos sociétés, sans pour autant renoncer au jeu dynamique des volumes assemblées dans une harmonie spatio-temporelle à l’échelle humaine.  Le Hirata Town Center (2000-2002) en est sans aucun doute l’exemple le plus achevé.  On lui doit également deux livres importants (en japonais) sur Le Corbusier. 

## Principales réalisations
- 1973 Maison à Aoyama-Minami-cho, Tokyo
- 1976 Siège de la bijouterie Katori, Tokyo
- 1977 Maison à Ueda, Nagano
- 1978 Maison à Odawara, Kanagawa
- 1980 Maison à Kyodo, Tokyo
- 1984 Shin-Yuri Green Town (logements), Kanagawa
- 1986 Maison à Eda, Yokohama
- 1986 Kofuen (EHPAD), Kanagawa
- 1992 Topoi (Maison Dobashi), Shizuoka
- 1993 Logements publics de Shinchi, Kumamoto
- 1994 Hotel The Crane, Kanagawa
- 1994 Maison à Ofuna, Kanagawa
- 1997 Maison à Komagome-Akebono-cho, Tokyo
- 1998 Imai New Town D Block (logements), Nagano
- 1999 Logements publics de Nagacho, Ibaraki
- 2002 Hirata Town Center (ensemble d’établissements culturels et hospitaliers publics), Yamagata
- 2002 Angel Women’s Hospital, Fukuoka
- 2006 École infirmière de Narimasu, Tokyo